# 삼성 R4 타워
삼성 R4 타워(영어: Samsung Electronics Research & Development Center Phase II)는 대한민국 경기도 수원시 영통구 매탄동 삼성디지털시티에 위치한 오피스 빌딩 단지이다. R4 타워는 완공 당시 서울특별시를 제외한 전국에서 가장 높은 건물이었다.

## 역사
2001년에 착공하고 삼성 R3 타워(27층, 166m)보다 높게 건설하고 삼성 간판을 설치하고 2005년 9월 완공 후 경기도에서 가장 높은 업무용 건물이 되었고 수원시에서 가장 높은 업무용 건물이 되었다. 2021년까지 경기도에서 가장 높은 업무용 건물이었다.

## 높이
완공된 건물의 층수는 37층이고 높이는 185m다. 삼성 R3 타워(27층, 166m)보다 높은 건물이다. 현재 수원시에서 가장 높은 업무용 건물이다. 2021년까지만 해도 경기도에서 가장 높은 업무용 건물이었다. 금강펜테리움 IX타워(38층, 183m)이 완공된 후 경기도에서 가장 높은 건물이 되었다. R4 타워가 완공된 후 서울특별시를 제외한 전국에서 가장 높은 건물이 되었다. 메타폴리스 A동(66층, 249m)가 완공되기 전까지는 서울특별시를 제외한 전국에서 가장 높은 건물이었다.

## 특징
삼성디지털시티에 위치한 삼성 R4 타워는 디지털연구소다. 완공 전에 삼성 간판을 설치했다. 삼성전자 본사 조직과 VD사업부 건물가 사용하고 있다. VD사업부는 TV, 모니터, 사이니지 등을 담당한다. 내부에는 연구실이 있다. 최상층에서는 경기도 성남시 분당구 분당신도시, 안양시, 용인시가 보인다. 주변에는 2개 동으로 구성되어 있는 삼성 R5 타워(27층, 134m)가 있다.

## 내부 시설
연구실, 사무실과 식당, 헬스 클럽, 은행 등 편의시설이 있다.
| 층수                | 용도                |
| ------------------- | ------------------- |
| 2층 ~ 37층          | 업무시설, 연구실 등 |
| 1층                 | 로비                |
| 지하 5층 ~ 지하 1층 | 지하주차장          |

## 같이 보기
- 삼성디지털시티
- 대한민국의 마천루 목록
- 경기도의 마천루 목록
- 수원시의 마천루 목록